# Triângulos do Holocausto

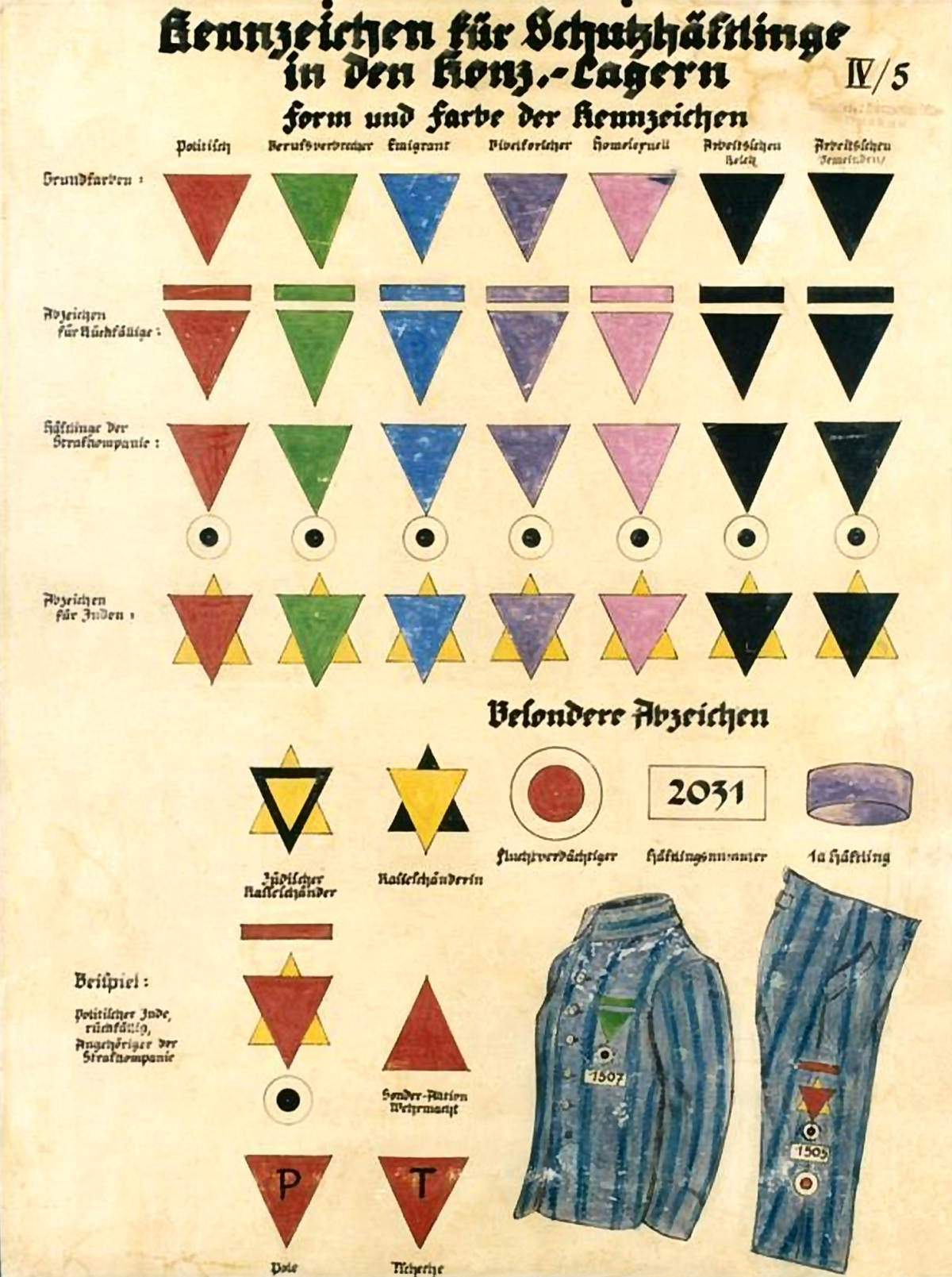
Cartaz de 1936 indicando os significados das cores dos triângulos.

Os campos de concentração nazistas, durante a Segunda Guerra Mundial, possuíam um sistema de figuras geométricas em forma de triângulos, para auxiliar na identificação do tipo de pessoa que a portava.

## Os triângulos

Estrela de Davi amarela: emblema dos nazis para identificar um judeu

Face ao enorme remanejamento nos campos de concentração alemães e para efeito de transporte de prisioneiros que cumpriam tarefas fora dos campos, em vez de números, os administradores tiveram de elaborar uma engenhosa solução gráfica de identificação, que facilitava-os no monitoramento entre outros cidadãos que trabalhavam nas indústrias bélicas. Esses prisioneiros, requeridos a serviço dentro ou fora dos campos, eram obrigados a usar triângulos coloridos nas  vestes para sua rápida identificação ao longe. Eram as cores dos triângulos que facilitavam identificar tanto o campo de origem do prisioneiro como seu idioma. Como esses campos eram organizados para atender o idioma dos prisioneiros, a nacionalidade e/ou preferência política,  alguns historiadores entenderam que os triângulos teriam a obrigação de responder sua etnia (no sentido de raça e religião. Desse modo, com ou sem etnia, as cores variariam muito de campo para campo e de lugar para lugar. As tonalidades mais comuns correspondiam aos campos mais populosos.

## Como exemplo
▼ Triângulo amareloJudeus: dois triângulos sobrepostos, para formar a Estrela de Davi, com a palavra "Jude" (judeu em alemão) inscrita; mischlings, ex. aqueles que eram considerados apenas parcialmente judeus, muitas vezes usavam apenas um triângulo amarelo.
 ▼ Triângulo vermelhoDissidentes políticos: incluindo comunistas, sociais-democratas, liberais, anarquistas e maçons.
 ▼ Triângulo verdeCriminoso comum: Criminosos de ascendência ariana recebiam frequentemente privilégios especiais nos campos e poder sobre outros prisioneiros.
 ▼ Triângulo roxo/púrpuraBasicamente aplicava-se a todos os objectores de consciência por motivos religiosos, por exemplo, as Testemunhas de Jeová, que negavam-se a participar dos empenhos militares da Alemanha nazista e a renegar sua fé assinando um termo declarando que serviriam a Adolf Hitler (ver: Anticatolicismo, Igreja Confessante, Religião na Alemanha Nazista e Testemunhas de Jeová e o Holocausto).
 ▼ Triângulo azulImigrantes: Foram usados, por exemplo, pelos prisioneiros Espanhóis que se exilaram em França a seguir à derrota na revolução Espanhola, e que mais tarde foram deportados para a Alemanha Nazista considerados como apátridas.
 ▼ Triângulo castanhoCiganos e sinti.
 ▼ Triângulo negroSegundo o Museu do Holocausto, o triângulo negro era utilizado para simbolizar os "Associais", que poderiam ser pedintes, alcoólatras, moradores de rua e pessoas que se opusessem à guerra. Pessoas roma e Sinti também eram classificadas como associais e marcadas com o triângulo negro. Essa perseguição levou ao extermínio de aproximadamente 50% da população romani da Europa. Enquanto acredita-se que mulheres lésbicas eram exterminadas e marcadas com o triângulo negro, existem poucas evidências de que houve de fato um esforço nazista para o extermínio dessa minoria.
 ▼ Triângulo rosaHomens homossexuais (ver: Homossexuais na Alemanha Nazista).

## Letras
Além do código das cores, alguns subgrupos tinham o complemento de uma letra localizada no centro do triângulo, para especificar prefixo do país de origem do prisioneiro, por exemplo:
- B para belgas.
- F para franceses.
- I para italianos.
- P para polacos.
- S para espanhóis.
- T para tchecos.
- U para húngaros.